# Antonio Viscardi
Antonio Viscardi (1900 - 1972), hispanista y romanista italiano.
Fue profesor de la Università degli Studi de Milán entre 1956 y 1962 y destacó en los estudios de literatura comparada y provenzal; en esta última se le debe Florilegio trobadorico (Milano: Varese, 1947) y varias otras antologías y contribuciones a trabajos colectivos. Teorizó sobre crítica textual dentro del Bedierismo. Dirigió la Storia delle letterature di tutto il mondo; en ella escribió Letterature d'oc e d'oil (Milano: Academia, 1952). También se le deben Francesco Petrarca e il Medio Evo (Napoli; Genova: Perrella, s.n.); Dalle origini al Rinascimento (Milano: Nuova Accademia, 1960) y Le origini della tradizione letteraria italiana (Roma: Studium, 1959).